# 카바
카바(아랍어: الكعبة)는 이슬람의 예배와 순례의 중심이다.

## 특징
이슬람 이전으로부터 고대 아랍인의 지방적 성역(聖域)이었다. 그 주위는 성역화하고 전투, 수목 벌채, 동물 살해는 종교 의례상 금지되었고 또한 죄인의 피난처이기도 하였다. 이 건물은 사우디아라비아 메카에 소재한 마스지드 알하람(하람 성원)의 중심에 위치해 있다. 무함마드는 메디나 이주 후, 하나님의 명령으로 예배의 방향(끼블라)을 예루살렘에서 카으바로 바꾸었다. 이로써 이슬람 이전의 아랍족 성지가 이슬람 성지의 중심으로 전화(轉化)되었고 동시에 이슬람 이전의 신성한 여러 관념이 변용(變容)되어 계승되었다. 《꾸란》에는 아브라함이 자신의 아들 이스마엘과 함께 카으바를 지으면서 하나님께 자신들의 행위를 받아달라는 기도가 언급되어 있다(꾸란 제 2장 127-129절) 현존하는 건물은 네모꼴이며 네 귀퉁이는 거의 동서남북을 가리키고 있다. 건물 내부에는 숭배 대상이 될 수 있는 어떤 것도 놓여 있지 않다. 이곳의 '검은 돌'(알-하자르 알-아스와드)을 만지는 행위는 성지순례(핫즈 또는 우므라)의 일부이며, 카바의 지하 방향에는 '잠잠' 우물의 수원(水源)이 있다.

## 카바의 검은 돌(알-하자르 알-아스와드)

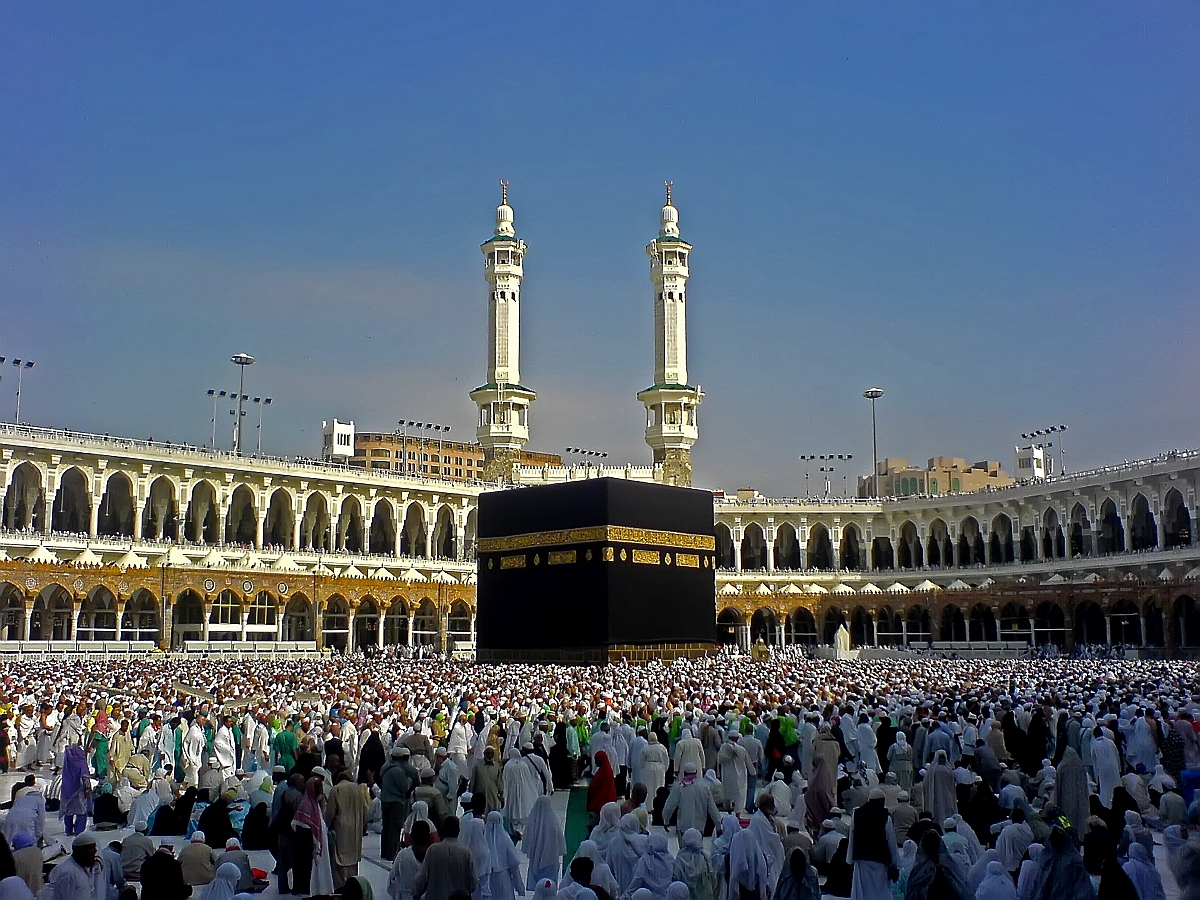

카바 동쪽의 벽에 박혀 있는 검은 돌을 말하며 순례자가 손으로 만지거나 이것에 입맞춘다. 이슬람 이전부터 신성한 물체였으며 《꾸란》에는 직접 언급되어 있지 않으나 하디쓰(무함마드 언행록)에 의하면 검은 돌을 만지는 것은 성지순례의 일부가 된다. 이슬람의 전승에 의하면 이 돌은 하늘로부터 직접 내려진 돌이라 하고, 아브라함이 이스마엘의 도움으로 카바를 세웠을 때 천사 가브리엘이 하늘로부터 가져와 당시는 흰 돌이던 것이 인간의 죄와 접촉되면서 검은 색으로 변했다고 설명한다.

## 같이 보기
- 메카
- 메디나
- 꾸란
- 성지순례